# Elbe-Filmtheater

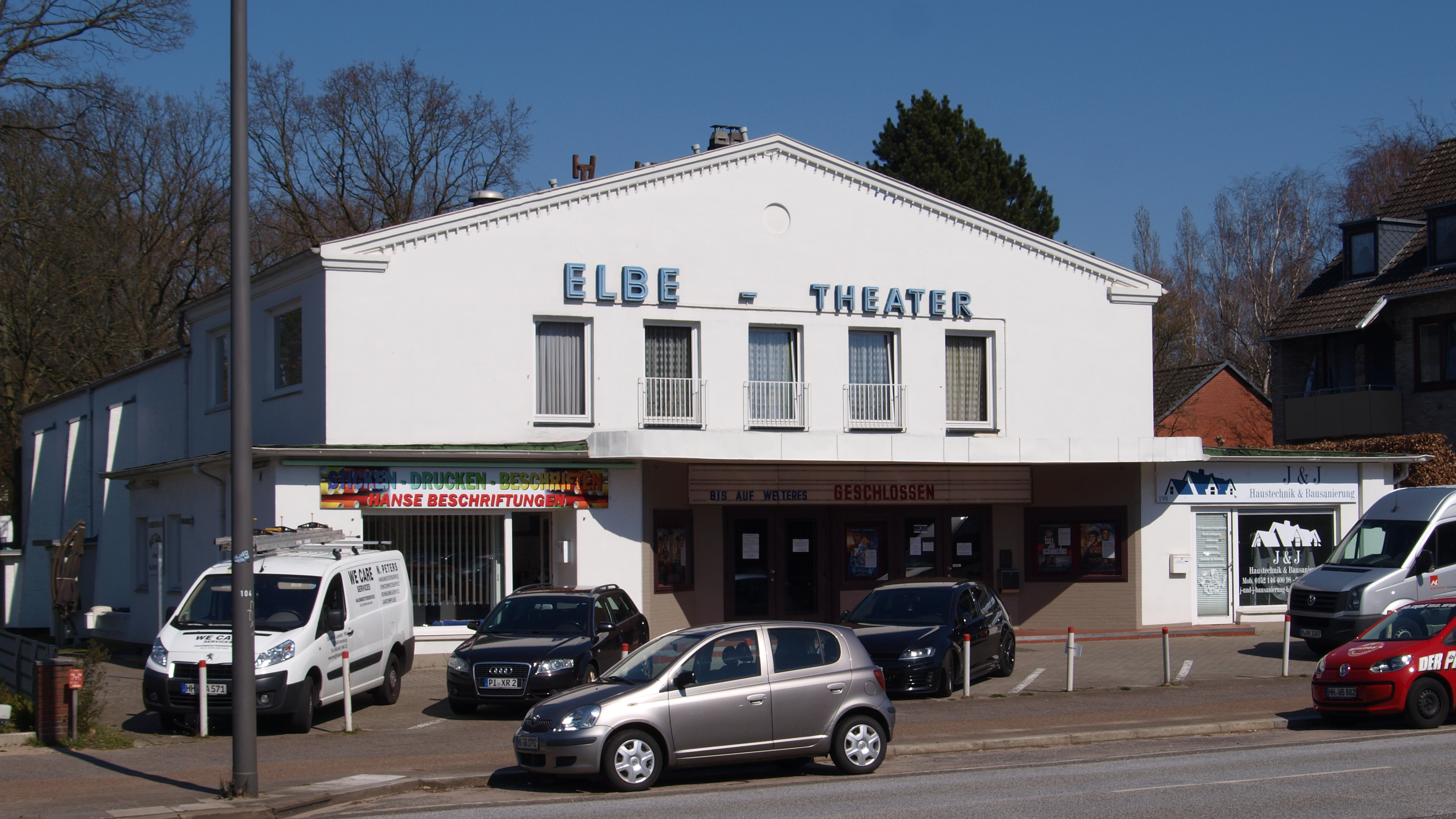
Elbe-Filmtheater

Das Elbe-Filmtheater (auch Elbe-Kino, laut Aufschrift an der Fassade Elbe-Theater) ist ein seit 1954 bestehendes Programmkino in der Osdorfer Landstraße in dem im Hamburger Westen gelegenen Stadtteil Osdorf. Es ist eines der wenigen typischen Vorstadtkinos in Hamburg, die das Kinosterben seit den 1970er Jahren überdauert haben. Das Kino wird von Filmtheaterbetreiber Hans-Peter Jansen betrieben, der mit den Blankeneser Kino, Koralle-Kino, Studio Kino in Hamburg, dem ASTRA Filmtheater Plön und dem Burg Filmtheater Fehmarn vor allem mit kleinen regionalen Kinos aktiv ist.
Zu den Programmschwerpunkten gehören Nachaufführungen, Kinder- und Jugendfilme sowie anspruchsvolle Filme.
Der Vorführsaal ist barrierefrei und bietet 224 Sitzplätze, 168 Plätze im Parkett, 2 Rollstuhlplätze und 54 Logenplätze. Zur technischen Ausstattung gehören eine Bildwand (Leinwand) von 80 m² und ein Dolby Surround 7.1 Tonsystem. Die vorhandene Vorführtechnik ermöglicht die Wiedergabe von HDMI-fähigen Formaten, Digital Cinema Package (DCP) und 35-mm-Filmen.

## Geschichte
Der Kinobetrieb wurde 1954 von der neumünsteraner Firma Kaffenberger & Co. auf dem Gelände des ehemaligen Gasthofs Stadt Hamburg an der Osdorfer Landstraße 198 unter dem Namen Osdorfer-Lichtspiele eröffnet. Es ist in einem neoklassizistischen zweigeschossigen Hallenhaus eingerichtet. Das Foyer befindet sich in einem Flachdach-Anbau an der zur Straße zeigenden Giebelseite des Hauses, dessen Eingang von zwei kleinen Ladengeschäften flankiert wird. Zunächst bot das Haus 515 und ab 1961 insgesamt 419 Sitzplätze. 1965 übernahmen Philipp Kaffenberger und Walter Mehrens das Kino, dem sie den bis heute bestehenden Namen Elbe-Filmtheater gaben. Zwischenzeitlich wurde die Bestuhlung auf 324 Plätze reduziert. 1975 übernahm Jörg Ramcke den Betrieb und seit 1997 ist der Kinounternehmer Hans-Peter Jansen Eigentümer des Hauses. Seit etwa 1991 hatte das Kino 260 Sitzplätze.

## Rezeption
Das Kino gilt als „traditionsreiches“ Filmtheater, das mit seinem Programm „auf die echten Cineasten“ setzt. Das Jahresprogramm des Elbe-Filmtheaters wurde wiederholt von Bundesministerien und Hamburger Kulturbehörde als hervorragend ausgezeichnet.